# Campoplex angustioranae
Campoplex angustioranae är en stekelart som först beskrevs av Bauer 1937.  Campoplex angustioranae ingår i släktet Campoplex och familjen brokparasitsteklar. Inga underarter finns listade.